# Tweede Kamerverkiezingen 1981/Kandidatenlijst/RKPN
Dit is de kandidatenlijst voor de Tweede Kamerverkiezingen 1981 van de Rooms Katholieke Partij Nederland (RKPN).

## De lijst
| Posities (per lijst) | Posities (per lijst) | Naam                   | Stemmen- aantallen (per lijst) | Stemmen- aantallen (per lijst) |
| I, II, XVIII         | III-XVII             | Naam                   | I, II, XVIII                   | III-XVII                       |
| -------------------- | -------------------- | ---------------------- | ------------------------------ | ------------------------------ |
| 1                    | 1                    | Klaas Beuker           | 7.836                          | 10.679                         |
| 2                    | 2                    | J. Hoogland            | 76                             | 130                            |
| 3                    | 3                    | A.F. Reebergen         | 28                             | 123                            |
| 4                    | 4                    | H.M. du Chatenier      | 33                             | 123                            |
| 5                    | 5                    | A.J. Hoogenboom        | 21                             | 82                             |
| 6                    | 6                    | J.A.H. de Bekker       | 23                             | 42                             |
| 7                    | 7                    | Th.A.J.H. Crijns       | 84                             | 25                             |
| 8                    | 8                    | L.M.A. Spits           | 93                             | 25                             |
| 9                    | 9                    | H.J. Mommers           | 235                            | 20                             |
| 10                   | 10                   | M.N. van Dijk-de Gouw  | 68                             | 46                             |
| 11                   | 16                   | L.G.M.H. Curfs         | 168                            | 14                             |
| 12                   | 19                   | W.J. Arets             | 119                            | 7                              |
| 13                   | 12                   | J.M.H. Akkermans       | 45                             | 33                             |
| 14                   | 24                   | E.M.F. Spits           | 44                             | 13                             |
| 15                   | 20                   | J.A. Frencken          | 61                             | 6                              |
| 16                   | 22                   | A.F.X.E.J. Vos de Wael | 80                             | 15                             |
| 17                   | 26                   | Th.J. de Haas          | 83                             | 9                              |
| 18                   | 11                   | P. Groot               | 5                              | 21                             |
| 19                   | 13                   | Paul Julien            | 4                              | 23                             |
| 20                   | 18                   | S.C.J. van Tol         | 3                              | 13                             |
| 21                   | 15                   | G.Ph.W. Stienstra      | 3                              | 24                             |
| 22                   | 21                   | J.B. Meilink Szn.      | 0                              | 8                              |
| 23                   | 23                   | J.J. Müller            | 3                              | 14                             |
| 24                   | 25                   | H.E. Dijkstra          | 3                              | 6                              |
| 25                   | 14                   | C.J. Meijer-Dijkhuizen | 2                              | 32                             |
| 26                   | 17                   | J.Th. Kraakman         | 1                              | 14                             |
| 27                   | 29                   | A.M.M. de Jong         | 8                              | 20                             |
| 28                   | 27                   | J.C. Dortmond          | 6                              | 7                              |
| 29                   | 28                   | H.A. Jansen            | 7                              | 20                             |
| 30                   | 30                   | Jan Leechburch Auwers  | 23                             | 53                             |

PvdA · CDA · VVD · D'66 · SGP · PPR · CPN · GPV · PSP · Rechtse Volkspartij · DS'70 · RKPN · Partij van Rijksgenoten · Kleine Partij · God Met Ons · Nederlandse Evolutie Partij · Leefbaar Nederland · SP · De Vrede Partij · RPF · Realisten '81 · IKB · NVU · Centrumpartij · Partij tot Likwidatie van Nederland · Wereld Welzijns Bewustwording · EVP · SOS
1972 · 1977 · 1981 · 1982